# Écoute musicale
L'écoute musicale est un mode d'écoute dans lequel l'attention se dirige vers l'ensemble des caractères musicaux du son : rythme, hauteur, volume sonore, timbre, enveloppe, réverbération et autres, les relie à la façon dont ils ont pu être produits, et les organise dans une structure que détermine une culture musicale.

## Sciences cognitives
L'écoute musicale se comprend dans une approche cognitiviste de la perception. On peut considérer que le son est un phénomène physique objectif, et examiner sa transformation en influx nerveux. L'approche cognitiviste étudie comment cet influx nerveux se construit en représentation de l'environnement sonore. Dans cette approche, on doit considérer le genre d'attention que l'auditeur prête à la scène sonore. Dans l'écoute musicale, il sélectionne les éléments qui lui semble appartenir à la musique, négligeant les bruits environnants, et certains sons indissociables de la musique, qui, selon la construction mentale de la musique qu'il s'est faite, n'ont pas d'importance musicale. Ainsi l'écoute musicale d'une chanson néglige, autant que faire se peut, le sens des paroles ; mais pas leur prosodie, leurs allitérations, leur rythme, en tant que ces éléments participent à la musique.
L'écoute musicale a intéressé la philosophie (Diderot), la phénoménologie (Husserl), la musicologie, les sciences cognitives.

## Pédagogie
Dans l'enseignement scolaire, l'expression écoute musicale désigne l'écoute attentive d'un enregistrement musical support de cours, afin d'exercer les élèves à en discerner les structures.